# 岸本拓也
岸本 拓也（きしもと たくや、1975年6月1日 - ）は、日本のベーカリープロデューサー。ジャパンベーカリーマーケティング株式会社代表取締役社長。2018年頃から全国に高級食パン専門店をオープンさせ、「食パンブームの仕掛け人」と呼ばれる。

## 経歴
神奈川県横浜市出身。桐光学園中学校・高等学校、関西外国語大学外国語学部スペイン語学科を卒業。
1998年（平成10年）、人に喜んでもらうことを仕事にしたいという想いからホテルマンを希望して横浜ベイシェラトン ホテル&タワーズに入社。レストランコンパスルームサービスを経て2001年（平成13年）からレストランカフェ・ベーカリーショップなどの飲食部門のマーケティングおよび企画業務を担当し、ホテルベーカリーのマーケティングに携わったことがきっかけで、食に対する関心が一層高まる。そのなかでもパンに強い興味を持つようになり、「パンは日常食ではあるが、心を満たす嗜好品。100円のパンに人の心を豊かにする力、笑顔にする力がある。ひとつのパンに詰まった価値は、おもてなしを通じてより大きな価値になる」と確信。ホスピタリティとマーケティング力では誰にも負けないという強い想いを持ってパン屋オーナーへの転身を決意し、2005年（平成17年）に退社。
2006年（平成18年）、ホテルベーカリーのマーケティングに携わったことをきっかけにパン屋オーナーへの転身を決意。有限会社わらうかどを設立し、大倉山 (横浜市)にてベーカリー店「TOTSZEN BAKER'S KITCHEN（トツゼンベーカーズキッチン）」を開業。それまでパンを作ったことやベーカリーでの勤務経験がなかったが、30歳当時に一念発起した。
2012年（平成23年）、震災地におけるベーカリープロデュースやホテルベーカリーの新業態開発、既存ベーカリーの売上改善、販売コンサルティングをスタート。
2013年（平成25年）8月1日、ジャパンベーカリーマーケティング株式会社として法人設立。ベーカリーの開業支援をする会社。合言葉は『パンを通じて　日本全国およびアジアの食文化を豊かに』。パン業界未経験の人でも安心してパン屋を開業できるよう、チームでサポートしていく。そのほか、製パン・製菓商材の商品企画開発、製造・卸、パンを通じたイベント企画運営を行う。
2021年（令和3年）現在、15年目を迎える「TOTSZEN BAKER’S KITCHEN」オーナーを務めながら、独自のベーカリースタイル「ムービングベーカリー」を確立し、国内外問わず現在進行中案件も含めて370店舗以上のベーカリーを手掛けている。
全国各地に高級食パン専門店をオープンさせる「食パンブームの仕掛け人」として、メディアで紹介される。食パン専門店のプロデュースは2018年から本格的に始め、2020年だけで133店を開店させた。単純計算で3日に1店のハイペースで、2022年秋には全国47都道府県を制覇する予定。
2021年に入り、手掛けた食パン店の閉店が相次ぐ事態となり、中には開店して1か月で閉店した店舗もあったため、パンの製法やビジネスモデルの問題を指摘する報道が相次いだ。
北海道を放送対象地域とするFM NORTH WAVEにて、2021年11月5日から『岸本拓也の頭の中』をスタート。各方面の著名人がゲスト参加することでも話題になっている。
岸本拓哉について
1歳の頃に交通事故に遭い言語障害になってしまった。小学生の頃は引っ込み思案でコンプレックスの塊だった。周囲から「どもりん」と呼ばれたり、からかわれたりすることも多かったが、リハビリに通った成果で中学校2年生から症状は改善された。少年時代のコンプレックスを解消してくれたのは父親の存在だった。父親は消防局に勤める公務員。夏休みになると姉と一緒に日本全国各地いろいろなところへ連れていってくれた。あのときの経験が今の自分に影響しているという。幼少時代の体験から『発想の源は“音・旅・服・食”』と信じている。社員には常々「もっと遊ばないとダメだ。自分が楽しまないとお客さんを楽しませられない」と言っている。中学からは私立の中高一貫校、桐光学園に進学。その頃たまたま姉の家庭教師だった大学生の影響で音楽の楽しさを知る。高校生になると音楽にのめり込みバンドを結成。片瀬江ノ島にあるライブハウスでライブをするようになった。取材で「スポーツは苦手だったけど、ギターが弾けるとモテることに気づいた（笑）。いつしか目立つことが好きになっていた」と答えている。生徒会長に立候補して就任するほど活発で、将来は航空会社の男性キャビンアテンダントになろうと関西外国語大学に進学した。大学時代は関西のファッションに出会い、その面白さに夢中になった。大学にはほとんど行かずパブやレコード店でのアルバイトに明け暮れて、バイト代が入ると服と彼女につぎ込む日々。このときのファッションが、今のスタイルの原点となった。大学卒業後は航空会社に就社したいと思っていたが就職活動は全滅。客商売が好きだったことと海外にも行けるだろうと考えて外資系ホテルに就職した。ホテルマンになったものの、杓子定規のルールにはなじめない。それでも親しくなったお客さんからの誘いでニューヨークに行ったり、ボーナスをつぎ込んでフランスを旅したりしていた。あるとき企画力に目を留めた料理長の推薦で企画部門に配属。そこでレストランやベーカリーなどの飲食部門のマーケティングを任されるようになると、徐々に独立の意志を固めた。小さい頃から志村けんが大好きな子供だった。老若男女に愛されたドリフターズ精神から、「町のパン屋の命名も大衆的でよいかなあ、志村けんのような存在であってほしい」と思うようになっている。その結果、SNSの話題になりやすいというビジネス利点となり、地域によっては観光スポットのひとつとなった。“うちの町のパン屋はこんな店がある”とSNSやネット上でクロストークが交わされることもあり、地域を盛り上げる役割の一端を担っている。まさに幼少時代にテレビの前で夢中になった『志村けん＝東村山音頭』の構図だと取材時に話す。ファッション好き。日本テレビの『有吉反省会』では「ド派手なファッションで注目を集め、数々のパン屋を成功させてきたが、本当はこのファッションに限界を感じておりやめたい」ことを反省。人前に出るためのパフォーマンスとして派手な格好をすることを始めたものの、日に日に羞恥心が増していると吐露した。メディアに登場するときは、テンガロンハットに派手なサングラス、長髪に髭と派手な姿。2016年ぐらいから服装を自由にした。それまではスーツ姿。もっと自分本意の格好をしたいと、自分らしく表現したいと思うようになった。岸本は「パン職人は10年以上、修業しなければ実力が認められない」というパン業界の不文律に疑問を持っていた。客に喜んでもらうことに関していえば、10年修業した人じゃなくてもできると思っていた。製パンの知識と技能やマニュアルが存在すればベテラン職人でなくてもベーカリーは作れると思い、2013年2月にコッペパンを中心にした『モーモーハウス大槌』というパン屋をオープンした。2012年、芸大出身で建築を専門だった妻と結婚。出会いはパンの専門学校でお互い講師をしていたことから。妻は厨房の図面などを見るのが得意で商品開発の監修もしている。実母が亡くなったとき、火葬場にパンを持っていったらすごく喜ばれた。みんなに母が好きだった黒ごまアンパンを薦めたら美味しいと言ってくれて、棺桶にもパンを入れた。いつか人生のエンディング・ステージに作りたてのパンを提供する葬式を"パンが美味しいお葬式”というのをしてみたいと話す。いつものメンバーで、いつもの焼きたての美味しいパンを葬式に食べると

## プロデュース術
老若男女誰もが楽しめる繁盛店創造術として岸本はインタビューで「今までのベーカリー業界は、消費者目線が足りなかった。おいしいパンさえ作ればいいという姿勢が強く、楽しさが十分ではなかった。そこで誰もが親しめる店づくりとして、万人受けする分かりやすさの風変わりな店名を名付けるようにした」と。さらに「誰でも知っている言葉を使い、ひらがなを入れて覚えやすくしている」と命名のコツを明かす。そのうえで「ありきたりよりクレイジー」を志向。「ダサさも突き抜けるとカッコよくなる」という観点から、時にはあえて野暮な名にする。中には「乃木坂な妻たち」「キスの約束しませんか」などエロスを感じさせる名前もあるが、そこにも「パンを買うのは女性が中心なので、彼女たちの本能をくすぐって記憶に刻みたい」という狙いがある。ちなみに店名に関してオーナーから抵抗されたことは「1度も無い」そうだ。店舗ごとに食パンのレシピを変える。皮の薄さや水分量が多めであること、甘味があるなどの基本的なレシピをもとに、地域の特性やクライアントの希望に基づいて変えていくという。店名や店舗デザインもそれぞれプロデュースする。変わったネーミングをつける理由は、同社プロデュースとしての独自性を表現するほか、町のパン屋としての“大衆性”を持たせるためだという。

## 主な実績
TOTSZEN BAKER’S KITCHEN開業後はベーカリーをプロデュース。現在は高級食パン専門店をメインにプロデュースしている。47都道府県のうち、46都道府県に出店。

## 著書
- ゼロから始める個性派ベーカリー 新発想でつくるこれからの繁盛店（グラフィック社、2016年7月7日）　ISBN 978-4766129120
- 「考えた人すごいわ」を考えたすごい人（CCCメディアハウス、2020年7月1日）　ISBN 978-4766129120

## 出演

### ラジオ
FM NORTH WAVE
- 岸本拓也の頭の中（2021年11月5日-2024年10月25日）[15]